# Асен Йорданов
Асен Йорданов (Ассен Джорданов; болг. Асен Христов Йорданов, англ. Assen «Jerry» Jordanoff; 2 вересня 1896, Софія — 19 жовтня 1967, Вайт-Плейнс, штат Нью-Йорк, США) — американський авіаконструктор болгарського походження, під керівництвом якого були розроблені транспортний літак Douglas DC-3 і важкий 4-моторний бомбардувальник В-29 «Суперфортресс».
А.Дж. не КОНСТРУЮВАВ ані DC-3 ані В-29! Він лише писав підручники з експлуатації та пілотування, відомий як "technical writer".

## Біографія
Болгарин за національністю, народився в Софії в сім'ї інженера-хіміка. Навчався в Греноблі і в Парижі у французького льотчика-конструктора Луї Блеріо. Побудував перший болгарський планер (в 16 років), а потім перший болгарський літак «Йорданов-1», який був прийнятий на озброєння. Всього побудували декілька десятків машин. Старшим підлітком як доброволець брав участь у Другій балканській війні, на якій був шофером.
Після закінчення льотного училища і отримання чину лейтенанта брав участь у Першій світовій війні, за бойові вильоти отримав кілька нагород, включаючи орден за хоробрість. У 1920-х роках прилетів у США (спочатку для участі в навколосвітньому перельоті на приз в один мільйон доларів), вирішив там залишитися для продовження інженерно-авіаційного освіти.
Став автором багатьох винаходів, деякі з яких серйозно випередили свій час (наприклад, бездротовий телефон Jordaphone), хоча багато з них не були завершені, також був бізнесменом (мав власні компанії).
Був одружений три рази, перших два шлюби закінчилися розлученнями.

## Книги
А. Йорданов — автор безлічі книг і підручників для льотчиків. У 1930-1940-і роки його ілюстровані книги з проблем авіації були дуже популярні і виходили великими тиражами. В СРСР видавалися його книги «Ваші крила» і «Польоти у хмарах».

### Список праць
- Assen Jordanoff, Flying and how to do it, Grosset & Dunlap, New York, 1932, 1936, 1940
- Assen Jordanoff, Your Wings, Funk and Wagnalls, 1936, 1939—1940, 1942 /
- Assen Jordanoff, Through the Overcast: The Weather and the Art of Instrument Flying, Funk and Wagnalls, New York — London, 1938—1939, 1940—1941, 1943 Assen Jordanoff, Safety in Flight, Funk & Wagnalls, New York — London, 1941, 1942
- Assen Jordanoff, Jordanoff's Illustrated Aviation Dictionary, Harper & Brothers, New York — London, 1942
- Assen Jordanoff, The man behind the Flight: A ground course for aviation mechanics and airmen, Harper & Brothers, New York — London, 1942 /
- Assen Jordanoff, Power and Flight, Harper & Brothers, New York — London, 1944
- Assen Jordanoff, Men and Wings, Curtiss — Wright, New York, 1942.